# Андалусская кухня

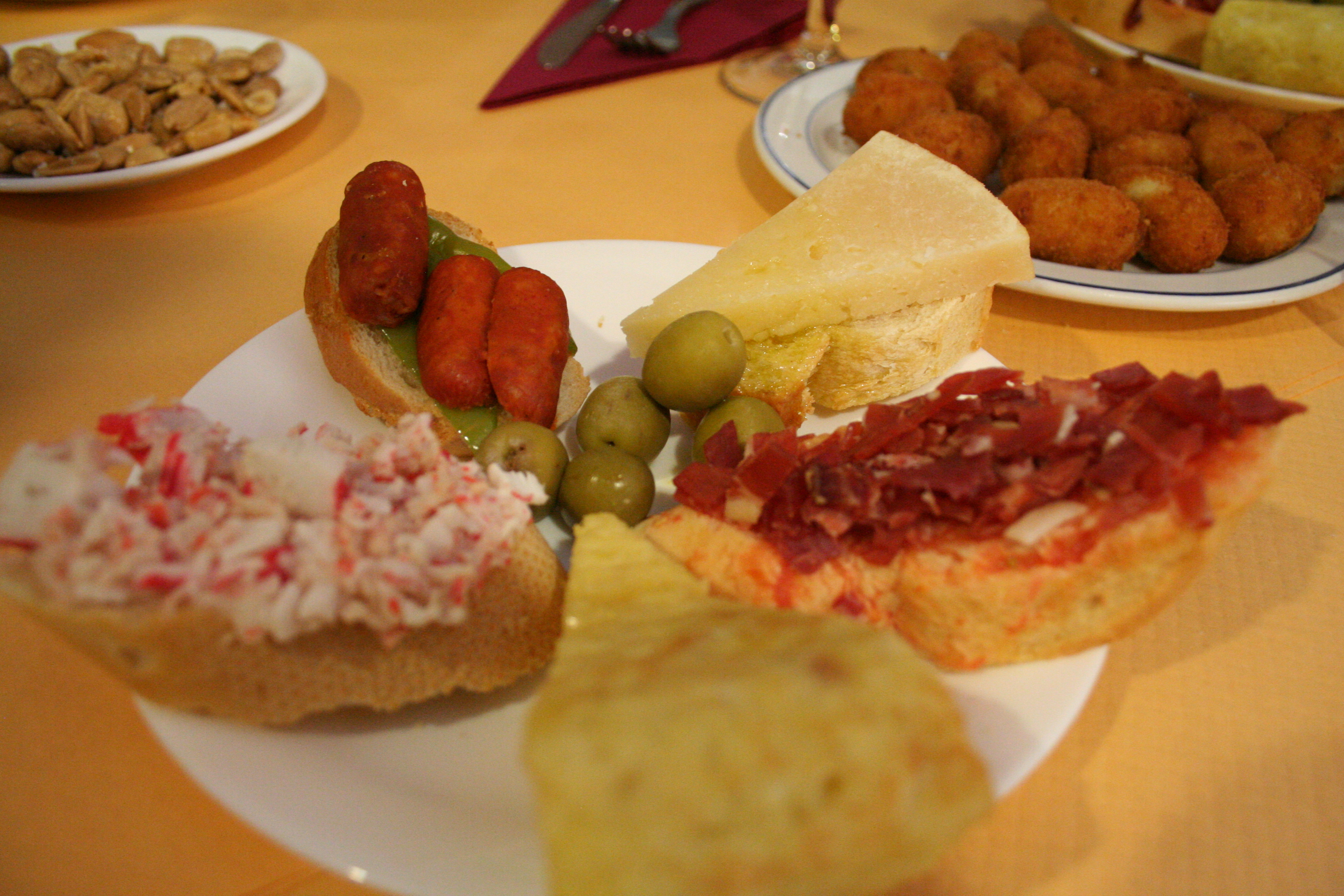
Закуски (тапасы) Восточной Андалусии

Кухня Андалусии весьма разнообразна, как и сам этот регион. Для неё характерны такие блюда как гаспачо, жареная рыба (часто называемая pescaito frito на местном наречии), хамон из Хабуго, Валле-де-лос-Педрочес и Тревелеса, и вина из Херес-де-ла-Фронтера (особенно херес).

## Жареные блюда
Жарят в андалусийской кухне в основном на оливковом масле, производимом в провинциях Хаэн, Кордова, Севилья и Гранада.
Продукты обваливают в муке a la andaluza (то есть только мука, без яиц или других ингредиентов, но иногда с добавкой муки из нута). Затем их обжаривают в большом количестве горячего оливкового масла.

## Рыба и морепродукты

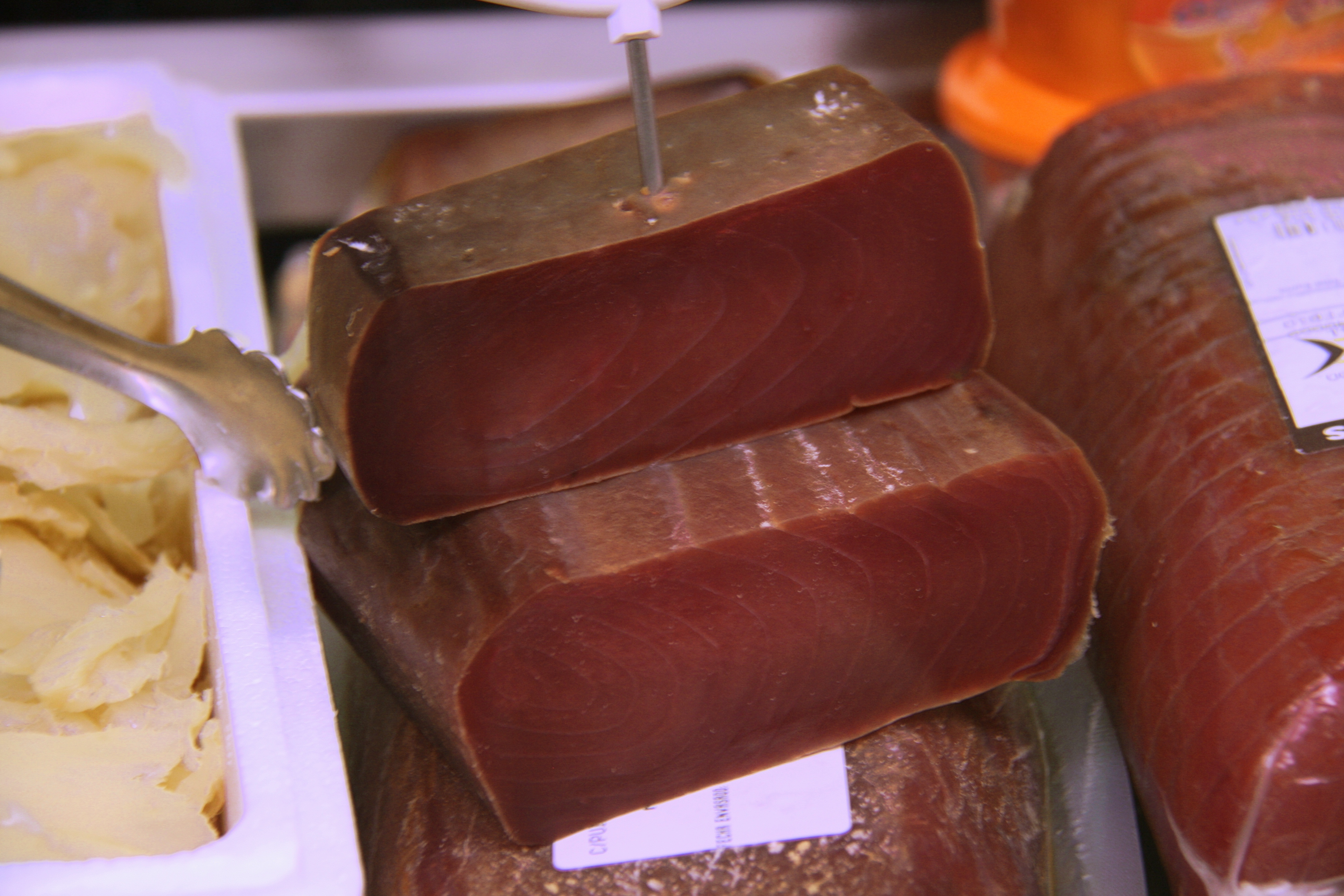
Мохама

В пяти прибрежных провинциях потребление рыбы и морепродуктов очень велико: креветки, мурексы, анчоусы, молодые кальмары, каракатицы, «bocas de la Isla» (блюдо из Сан-Фернандо, в котором используются местные крабы), камбала и др. Эспето — сардины, приготовленные на углях, традиционное блюдо пляжных кафе. Вяленый по традиционному андалусскому рецепту деликатесный тунец — мохама — обычно предлагается в качестве тапас. Одним из ингредиентов популярного по всей Испании малагского салата является бакальяу.

## Десерты
На андалусские десерты оказала сильное влияние средневековая андалусская кухня. Наиболее примечательные блюда: медовое печенье пестиньос, альфахоры, амаркильос (миндальное печенье из Медины-Сидонии), польвороны (миндальное печенье из Эстепы), хлеб на смальце, пончики и торрихас.

## Вина и ликёры
Южноиспанские вина превозносит Фальстаф у Шекспира. Всемирной известностью пользуется андалусское белое креплёное вино — херес. Другие известные белые вина: 
- мансанилья — крайне сухой херес из Санлукара,
- сладкие вина района Монтилья-Морилес (главным образом из сахаристого, заизюмленного педро-хименеса),
- крайне приторная малага (вырабатывается с использованием сильно уваренного сусла, или сиропа);
- подслащённое аналогичным сиропом пахарете[исп.] из Кадиса,
- креплёные вина района Кондадо де Уэльва[исп.], напоминающие херес.

Из красных вин может быть упомянута «Тинтилья де Рота» из винограда сорта грасиано. Вырабатываются также ликёры: например, анисовый из Руте и Касальи. В Мотриле существует производство рома.

## Типичные блюда

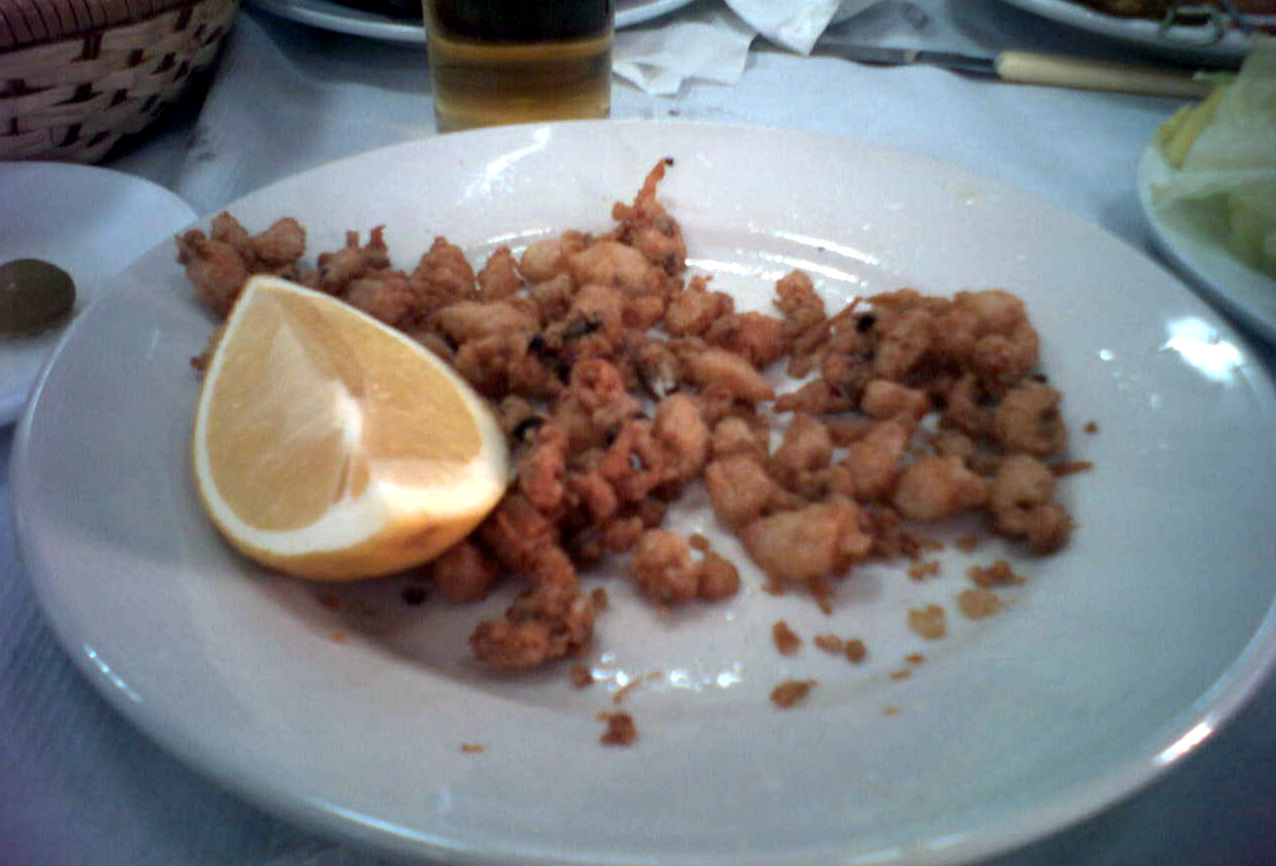
Puntillitas — жареный молодой кальмар

Типичные андалусские блюда: жареная рыба (pescaito frito), гаспачо, сальморехо, принга, бычий хвост, хамон иберико (иберийский окорок), оливки, альборониа, полеа.
Вот некоторые другие андалусские блюда:
- Сальморехо (Кордова)
- Фламенкин (Кордова) — тонко отбитые ломти телятины или свинины, в которые завернуты ломтики хамона
- Ахобланко (Малага-Кадис)
- Гаспачо по-андалусски
- Пипиррана (Хаэн)
- Бобы с хамоном (Гранада)
- Яйца по-фламандски
- Фаршированные артишоки (Кадис)
- Мигас
- Гачас
- Тортилья де камарон (Кадис) — тортилья с креветками
- Пучеро
- Гаспачуэло (Малага) — суп из рыбы и картофеля
- Biénmesabe o adobo
- Ajo harina (Хаэн)
- Павийские солдатики
- Pringá
- Картошка по-бедняцки
- Ремохон
- Картофельная тортилья
- Серранито — бутерброд с жареной корейкой и ветчиной